# Pontacq
Pontacq ist eine französische Gemeinde mit 2916 Einwohnern (Stand 1. Januar 2022) im Département Pyrénées-Atlantiques in der Region Nouvelle-Aquitaine. Sie gehört zum Arrondissement Pau und war bis zu dessen Auflösung 2015 Hauptort des Kantons Pontacq, seither gehört sie zum Kanton Vallées de l’Ousse et du Lagoin.

## Geografie
Die Gemeinde Pontacq liegt an der Grenze zur Region Midi-Pyrénées am Fuß der Pyrenäen, etwa zwölf Kilometer nordwestlich von Lourdes. Durch Pontacq fließt die Ousse, ein 42 Kilometer langer Nebenfluss des Gave de Pau.

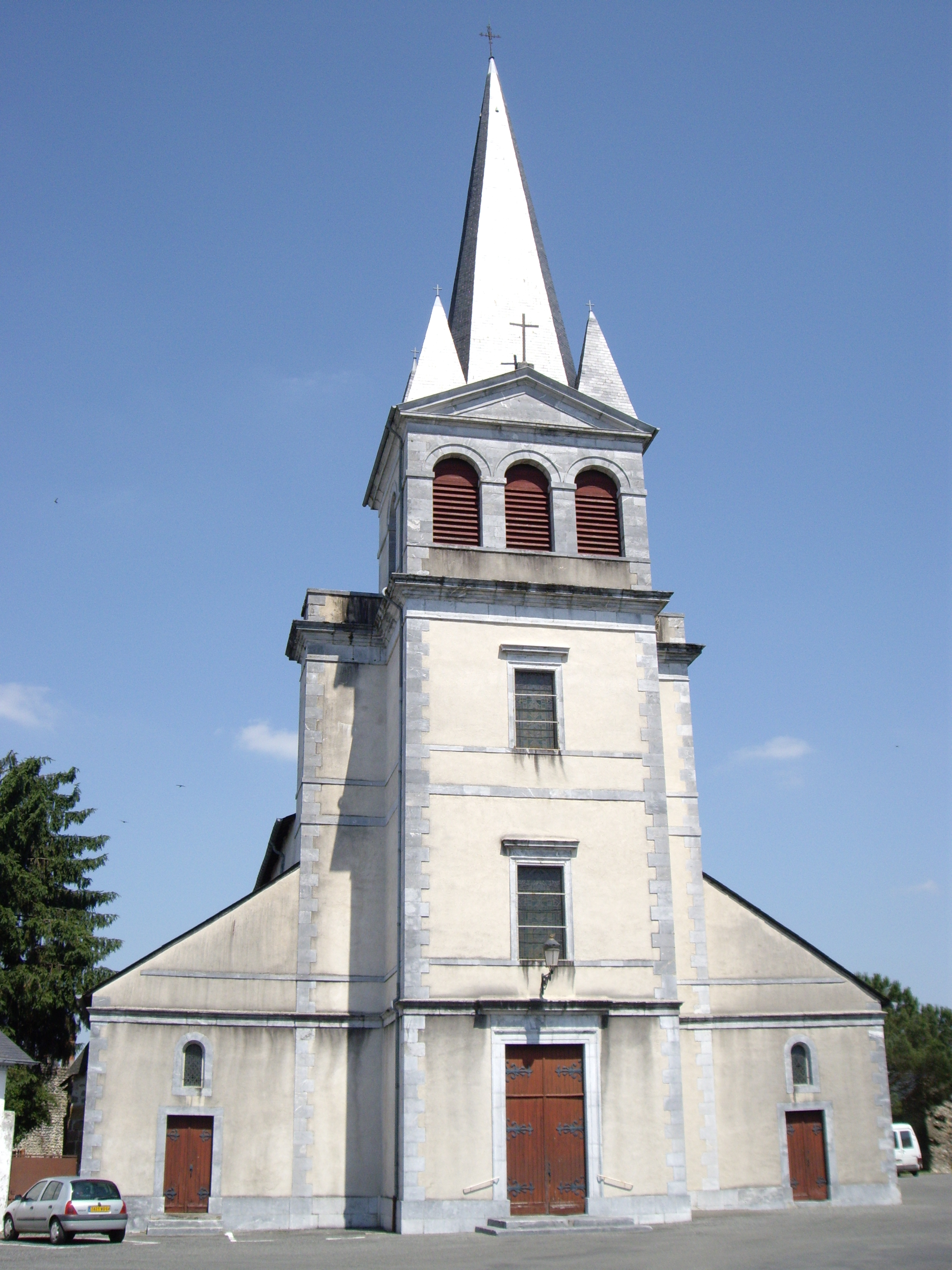
Kirche Saint Laurent
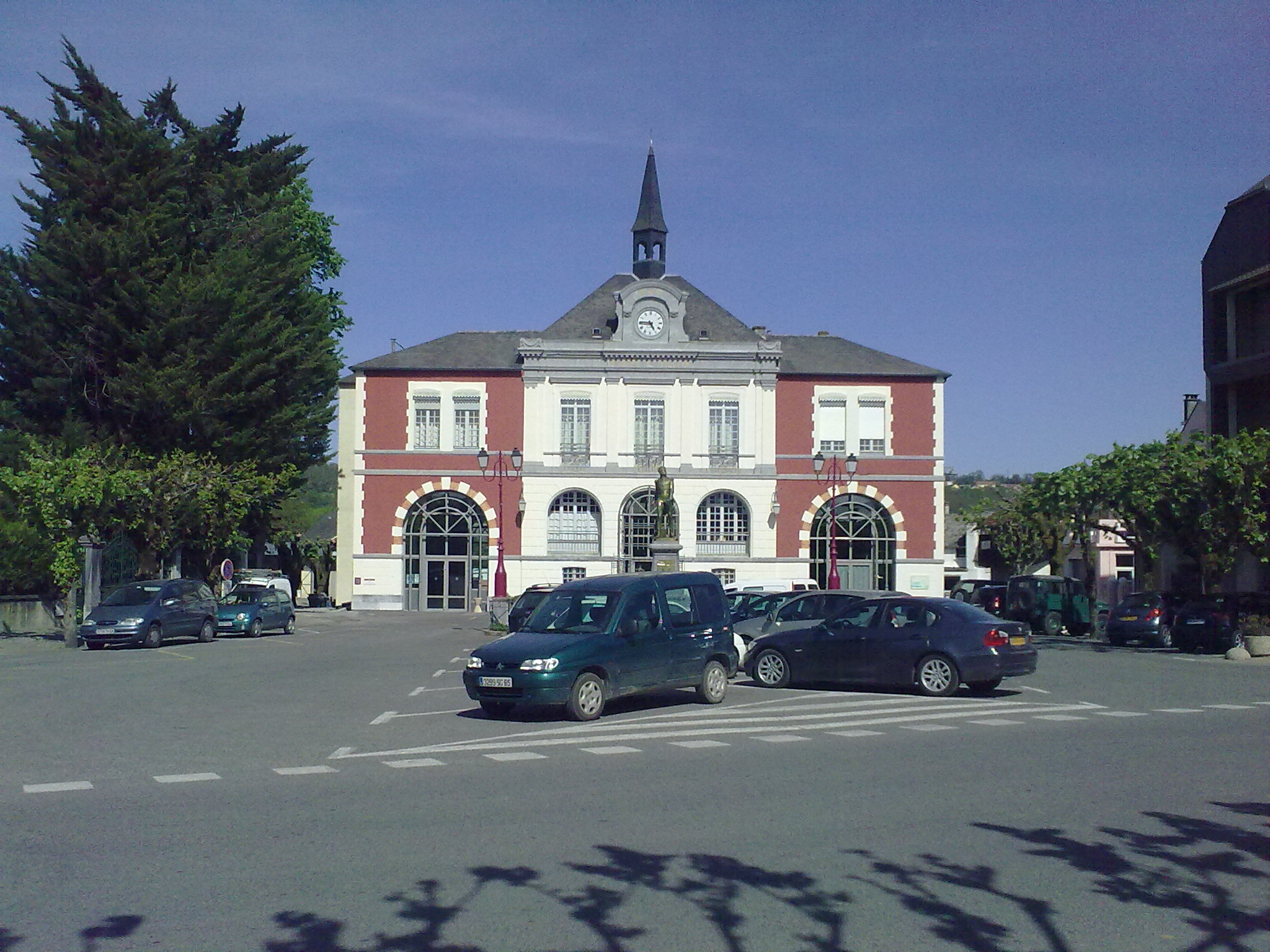
Rathaus
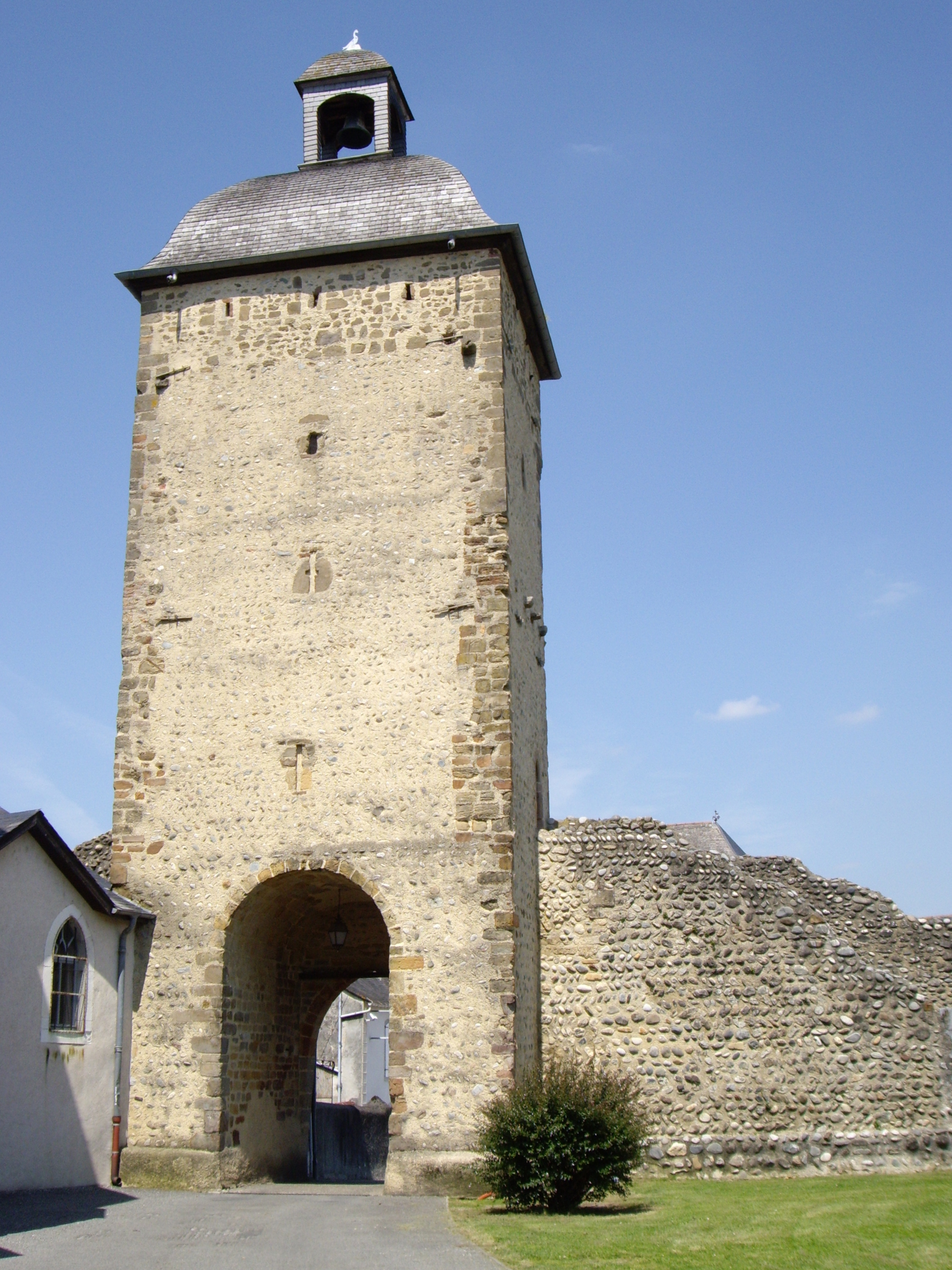
Alter Turm (Monument historique)